# Untermünkheim
Untermünkheim es un municipio alemán perteneciente al distrito de Schwäbisch Hall de Baden-Wurtemberg.

## Localización
Se ubica en la periferia septentrional de la capital distrital Schwäbisch Hall, en la salida de la ciudad de la carretera B19 que lleva a Wurzburgo.

## Historia
Se conoce la existencia de la localidad desde 1216, cuando se menciona con el nombre de Muncheim. Desde el siglo XVI está vinculada a la vecina ciudad de Schwäbisch Hall. En 1972 aumentó su término municipal al incorporar los hasta entonces municipios de Enslingen y Übrigshausen.

## Demografía
A 31 de diciembre de 2022 tiene 3099 habitantes.